# Harmisch

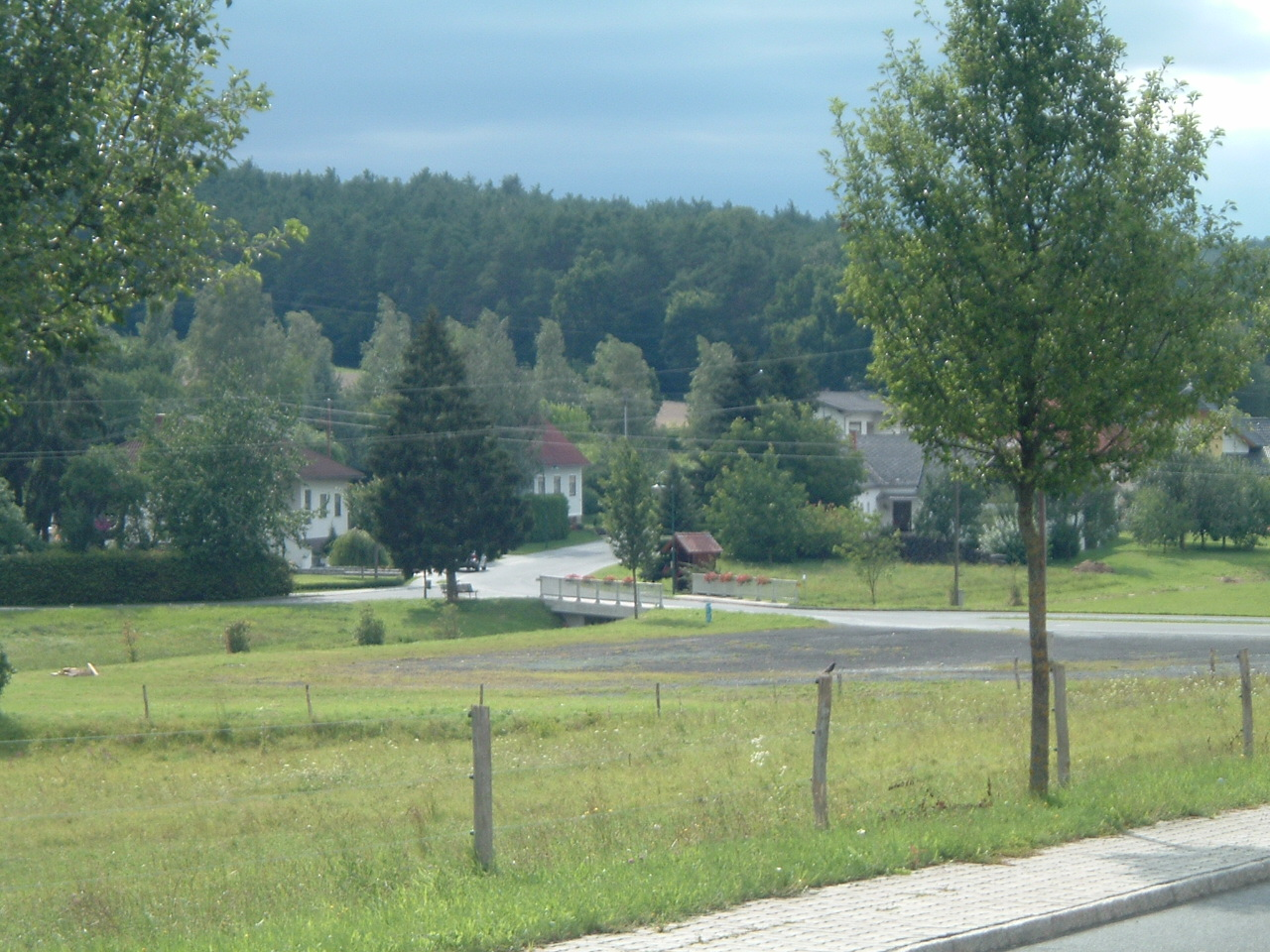
Die Brücke über den Harmischbach im Ortskern

Harmisch (kroatisch Vardeš, ungarisch Hovárdos) ist ein Ortsteil von Kohfidisch, einer Gemeinde im Burgenland in Österreich. 

## Geografie
Der Ort liegt etwa 25 km südöstlich von Oberwart und etwa 5 km von der ungarischen Grenze entfernt in einem nach Osten hin offenen Seitental der Pinka. Im Norden, Westen und Süden ist der Ort von Wäldern umgeben.

## Geschichte
Am westlich von Harmisch gelegenen Hohensteinmaißberg wurde bereits vor der Gründung des Ortes Kalkstein abgebaut, gebrannt und als Baustoff ins Umland geliefert.
Der Ort selbst wurde 1680 von Kroaten gegründet und ist erstmals in einer ungarischen Chronik im Jahre 1773 als Hovardos, Harmis belegt, 1786 als Owardosch, Harmisch. Der Ort war seit seiner Gründung Teil der Ländereien der Familie Erdődy, die im benachbarten Kohfidisch auch ein Schloss besaß. 1851 hatte Harmisch 194 Einwohner, im Jahre 1910 waren es 192.
Die Ortschaft gehörte wie das gesamte Burgenland bis 1920/21 zu Ungarn (Deutsch-Westungarn). Seit 1898 musste aufgrund der Magyarisierungspolitik der Regierung in Budapest der ungarische Ortsname Hovárdos verwendet werden. Nach Ende des Ersten Weltkrieges wurde nach zähen Verhandlungen Deutsch-Westungarn in den Verträgen von St. Germain und Trianon 1919 Österreich zugesprochen. Der Ort gehört seit 1921 zum neu gegründeten Bundesland Burgenland (siehe auch Geschichte des Burgenlandes). Trotz der lange Zeit überwiegend kroatischsprachigen Bevölkerung, bekannten sich nach dem Zweiten Weltkrieg die meisten Einwohner zur deutschsprachigen Bevölkerungsgruppe.
Im Zuge der Umsetzung des Gemeindestrukturverbesserungsgesetzes wurden 1971 die Gemeinden Kohfidisch, Kirchfidisch, Badersdorf und Harmisch zur Großgemeinde Kohfidisch zusammengelegt, wobei Badersdorf seit 1993 wieder eigenständig ist.

## Persönlichkeiten
- Heribert Oswald (* 1947), Lehrer und Politiker, Abgeordneter zum Burgenländischen Landtag